# Gomma di guar
La gomma di guar è un prodotto che può formare un idrocolloide. Viene ricavata dalla macinazione dell'endosperma dei semi del guar Cyamopsis tetragonoloba, una pianta erbacea delle leguminose tipica dell'India e del Pakistan, i cui semi sono utilizzati localmente per scopi alimentari da secoli.

## Descrizione
Il principale costituente è un galattomannano, un trisaccaride formato da unità di mannosio e galattosio, specificamente polimerizzato a formare catene α-D-mannopiranosil unite con un legame glicosidico β-D-(1-4) e di peso molecolare intorno ai 200 000-300 000 dalton, a costituire una catena lineare 1-4 con brevi rami laterali 1-6 di galattosio.
La sua particolare alta viscosità e la sua forma di sospensione colloidale, oltre ai ben noti effetti addensanti sugli alimenti, modula l'assorbimento e la digestione umana di lipidi e proteine. Viene utilizzata anche in forma parzialmente idrolizzata (PHGG) come sorgente di fibra alimentare. La composizione non è univoca, ma la maggior parte della gomma è costituita da polimeri con un rapporto 2:1 mannosio-galattosio.
È classificata con la sigla alimentare "E412". Trova largo e svariato impiego nell'industria alimentare. Viene utilizzata soprattutto come addensante in salse, condimenti, gelati, alimenti per animali, carni conservate, prodotti dietetici e bevande.
La gomma di guar è anche detta guarano o abbreviata spesso con la sigla GG.

## Contaminazioni alimentari
Nel luglio 2007 è stata segnalata dalla Commissione europea per la sicurezza alimentare una contaminazione da diossina clorofenoli e furani nella gomma di guar distribuita in Europa dalla società svizzera Unipektin, che la importava dalla società indiana Indian Glycols. La contaminazione è stata scoperta in uno stabilimento rumeno della Danone. Dai controlli effettuati dalla società svizzera pare che la contaminazione fosse sistematica e si suppone che le tracce di diossina fossero presenti da vari anni. Sembra che la contaminazione fosse dovuta a un trattamento massiccio delle culture di guar con anticrittogamici a base di policlorofenoli, ma che la gomma di guar sia stata addizionata nei prodotti finiti a un dosaggio talmente basso che analiticamente avrebbe dato come risultato finale sia per la diossina sia per i pentaclorofenoli un valore praticamente non rilevabile.